# Emblema (geslacht)
Emblema is een geslacht van zangvogels uit de familie prachtvinken (Estrildidae).

## Soorten
Het geslacht kent de volgende soort:
- Emblema guttata – Diamantastrild
- Emblema pictum – Geschilderde astrild